# أولاد بوعمر (الطرش الجنوبيين)
أولاد بوعمر هو دُوَّار يقع بجماعة قصبة الطرش، إقليم خريبكة، جهة بني ملال خنيفرة في المملكة المغربية. ينتمي الدوّار لمشيخة الطرش الجنوبيين التي تضم 4 دواوير. يقدر عدد سكانه بـ 674 نسمة حسب الإحصاء الرسمي للسكان والسكنى لسنة 2004.

## روابط خارجية
- البوابة الوطنية للجماعات الترابية
- المندوبية السامية للتخطيط